# Nigdy w życiu! (powieść)
Nigdy w życiu! – powieść Katarzyny Grocholi z 2001. Pierwsza część cyklu Żaby i anioły.
Książka odniosła komercyjny sukces − sprzedała się w nakładzie ponad 750 tysięcy egzemplarzy i została przetłumaczona na język bułgarski, czeski, litewski, macedoński, rosyjski, ukraiński, węgierski, wietnamski i włoski. W 2001 powieść została nagrodzona Asem Empiku, a w 2004 miała premierę jej ekranizacja pod tym samym tytułem.